# Wrzutka (piłka nożna)
Wrzutka, długa piłka (ang. long ball) – wysokie podanie piłki w pole karne, zwykle wykonywane przez bramkarza lub obrońcę bezpośrednio do napastnika, gdzie piłka omija środek pola. Atakujący zawodnik zazwyczaj nie próbuje przyjmować piłki, lecz walczy o jej przejęcie z obrońcami drużyny przeciwnej. Jeśli ani napastnik, ani obrońcy nie przejmą kontroli nad piłką po wrzutce, wówczas pomocnicy drużyny atakującej mają dużą szansę na jej przejęcie.

## Inne nazwy
W Europie kontynentalnej ten styl nosi nazwę kick and rush, z kolei w Polsce slangowe określenie tej techniki to „laga”; ponieważ w meczach reprezentacji Polski tego typu zagrania zwykle są kierowane do Roberta Lewandowskiego, określa się je żartobliwie jako „Laga na Lewego” lub też „laga na Robercika”. Jest to technika, która może być szczególnie skuteczna w przypadku drużyny z szybkimi lub wysokimi napastnikami. Technika ta to również podanie przelotowe z dystansu w celu przeciągnięcia piłki przez linię obrony i sprowokowania obrońców oraz napastnika do wyścigu po piłkę. Chociaż technika ta jest często wyśmiewana jako nudna lub prymitywna (w Anglii jest często pejoratywnie określana jako hoofball), może okazać się skuteczna w przypadku, gdy gracze lub warunki pogodowe pasują do tego stylu; w szczególności jest ona ceniona jako efektywna taktyka gry z kontry, dzięki której niektórzy obrońcy mogą zostać zaskoczeni.
Nie każde długie podanie jest traktowane jak zagranie długiej piłki: długie i precyzyjne podania do konkretnego kolegi z drużyny mogą nie pasować do opisu. Gra z użyciem tej taktyki charakteryzuje się względnie bezcelowym wykopywaniem piłki z dala od własnej bramki; co do zasady, piłka jest po prostu podawana górą w stronę napastników, którzy – biorąc pod uwagę czas przebywania piłki w powietrzu – będą mieli czas na dotarcie do miejsca jej upadku.